# Landesregierung van Staa I
Die Landesregierung van Staa I bildete die Tiroler Landesregierung von der Amtsübernahme Herwig van Staas 2002 bis zur Landtagswahl 2003.
Nach dem Rücktritt von Wendelin Weingartner als Landeshauptmann von Tirol übernahm der bisherige Bürgermeister von Innsbruck das Amt des Landeshauptmanns. Er wurde am 26. Oktober 2002 angelobt und führte die Amtsgeschäfte bis zur Landtagswahl am 28. September 2003. Während seiner ersten Amtszeit als Landeshauptmann kam es zu einer Veränderungen in der Landesregierung. Günther Platter wurde nach der Nationalratswahl 2002 im Februar 2003 als Verteidigungsminister angelobt. Für ihn wurde Anna Hosp am 26. März 2003 als Landesrätin angelobt. Anna Hosp erhielt die Geschäftsfelder Personal und Verkehr von Landeshauptmann van Staa, den Wohnbau von Landesrätin Zanon und das Ressort Staatsbürgerschaft von Günther Platter. Die übrigen Geschäftsfelder Günther Platters übernahm vor allem Landesrätin Zanon.

## Regierungsmitglieder
| Amt                                                     | Name                       | Partei | Geschäftsfelder |
| ------------------------------------------------------- | -------------------------- | ------ | --- |
| Landeshauptmann                                         | Herwig van Staa            | ÖVP    | Tourismus, europäische Verkehrspolitik, Südtirol, Angelegenheiten der europäischen Integration, Kultur, Universität, Angelegenheiten der Bundes- und der Landesverfassung |
| 1. Landeshauptmann-Stellvertreter                       | Ferdinand Eberle           | ÖVP    | Finanzwesen, Land- und Forstwirtschaft, Wirtschaft, Wasserrecht |
| 2. Landeshauptmann-Stellvertreter                       | Hannes Gschwentner         | SPÖ    | Umweltschutz, Abfallwirtschaft, Baurecht, Fachhochschulen, Veranstaltungswesen, Statistik                                                                                 |
| Landesrätin                                             | Christa Gangl              | SPÖ    | Soziales, Jugendwohlfahrt, Flüchtlingswesen, Sozialversicherungswesen |
| Landesrätin                                             | Anna Hosp                  | ÖVP    | Personal, Staatsbürgerschaft, Verkehr (außer Transit), Wohnbauförderung                                                                                                   |
| Landesrat                                               | Konrad Streiter            | ÖVP    | Raumordnung und Grundverkehr, Gemeindeangelegenheiten, Berufsschulen |
| Landesrätin                                             | Elisabeth Zanon-zur Nedden | ÖVP    | Gesundheit, Krankenanstalten, Jugendschutz, Familien-, Frauen- und Seniorenpolitik, Pflichtschulen, Arbeitsmarkt- und Arbeitnehmerförderung, Sport                        |
| Vorzeitig ausgeschiedene Mitglieder der Landesregierung |                            |        | |
| Landesrat                                               | Günther Platter            | ÖVP    | Bildung, Kultur, Arbeitsmarkt- und Arbeitnehmerförderung, Sport, Staatsbürgerschaftsangelegenheiten                                                                       |